# 北旭川大橋
北旭川大橋（きたあさひかわおおはし、英語：Kita Asahikawaohashi Bridge）は、北海道旭川市の石狩川に架かる橋。

## 概要
旭川新道事業の一環として建設され、1991年（平成3年）に開通。北海道内初となる単弦ローゼ桁構造を採用し、補剛桁は3主桁並列鋼床版箱桁とした。
夜はライトアップされている。

## 主要諸元
| 橋長       | 345m（3@43.5+95.0+3@38.5）                |
| 幅員       | 25.5m                                     |
| 曲線半径   | R=800m                                    |
| 上部工型式 | 単弦ローゼ橋（中央径間部）                |
| 上部工型式 | 3径間連続鋼板桁（側径間）                 |
| 下部工型式 | 逆T式橋台（場所打コンクリート杭基礎）×2基 |
| 下部工型式 | 逆T式橋脚（場所打コンクリート杭基礎）×6基 |
| 鋼重       | 3,090t（単弦ローゼ桁分1,280t含む）        |

## 周辺
東鷹栖側で国道40号（名寄国道）と接続し、永山側で北海道道761号北旭川停車場永山線（中央橋通）と接続している。
永山側には鉄工団地・木工団地・流通団地があり、日本貨物鉄道北海道支社の北旭川駅にも近接している。
北旭川大橋下流右岸広場では例年7月に『石狩川フェスティバル』が開催され、各種イベントが行われていた（２０１９年まで）。